# شهرستان شمیرانات
شهرستان شمیرانات شمالی‌ترین شهرستان استان تهران است که در دامنه‌های البرز مرکزی قرار گرفته است. این شهرستان از ۲ بخش لواسانات و رودبار قصران تشکیل شده است. این شهرستان در شمال به استان مازندران و استان البرز و نیز از جنوب به شهرستان‌های تهران و پردیس و دماوند همسایه است.
مرکز این شهرستان، شهر تجریش می‌باشد که شامل سرتاسر منطقه ۱ و منطقه ۳ شهرداری تهران می‌گردد. تجریش در مجاورت شهر تهران و در شمال و شمال شرق آن قرار دارد که به علت گسترش تدریجی پایتخت، در تهران ادغام شده است. همچنین شهر تجریش مرکز بخش لواسانات و شهر اوشان، فشم، میگون مرکز بخش رودبار قصران می‌باشد.
این شهرستان به‌دلیل قرارگیری بر روی سلسه‌جبال البرز، در بیشتر نقاط از اقلیم کوهستانی برخوردار است و دارای زمستان‌هایی طولانی، پربارش و طاقت‌فرسا می‌باشد و تنها قسمت‌هایی از جنوب این شهرستان که در شمال شهر تهران واقع شده است، از آب‌وهوای معتدل کوهستانی بهره می‌برد.
در تقسیمات جدید کشوری ایران که در سال ۱۳۱۶ خورشیدی شکل گرفت، تجریش و شمیرانات یکی از دهستان‌های بخش کن شد. در ۱۱ فروردین ۱۳۲۷ به تصویب هیئت وزیران، شمیرانات از کن جدا و به بخش تبدیل شد.

## جمعیت
جمعیت شهرستان شمیرانات بر حسب سرشماری نفوس و مسکن سال ۱۳۹۵ بدون احتساب جمعیت شهر تجریش برابر ۴۷٬۲۷۹ نفر با تعداد ۱۶٬۱۰۷ خانوار است.

## زبان

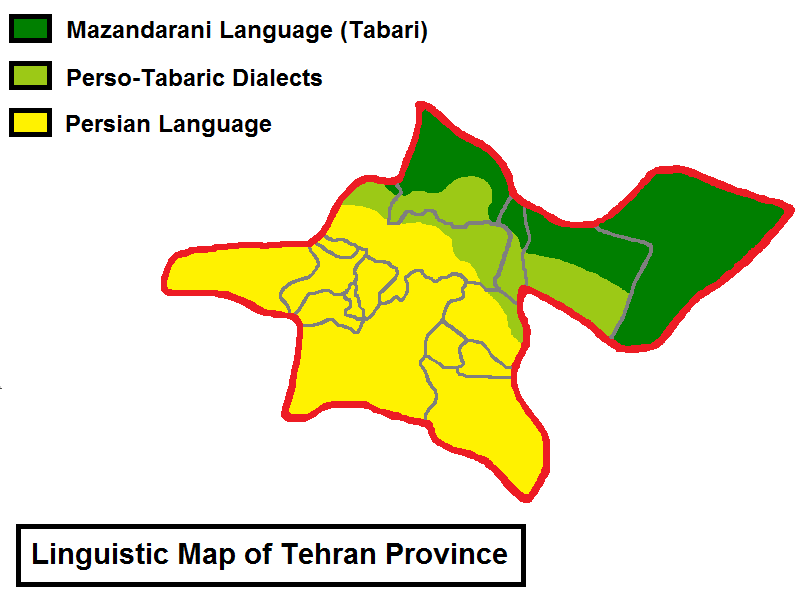
نقشهٔ زبانی استان تهران، رنگ سبز تیره زبان مازندرانی، رنگ سبز روشن گویش‌های فارسی-مازندرانی (تجریشی، لواسانی و دماوندی)، رنگ زرد زبان فارسی

دانشنامه ایرانیکا درباب زبان منطقه قصران آورده است که باید به دو بخش باید تقسیم شود. زبان بومیان شمال و شمال شرق منطقه بخش درونی قصران نزدیکی بسیار زیادی به زبان مازندرانی دارد. گویش منطقه جنوبی از اوشان در مرکز تا جیرود و تجریش در جنوب شمیران گونه ای از گویش‌های فارسی-مازندرانی است و ویژگی‌های زبان‌های حاشیه دریای خزر را دارد در سال‌های دور آن دسته از بومیان تهران که در محدوده ونک و شمیران سکونت داشتند به دلیل مجاورت با استان مازندران لهجه مازندرانی داشتند. والنتین ژوکوفسکی خاورشناس و زبان‌شناس روس اواخر قرن ۱۹ میلادی در سفری که به ایران داشت در حوالی شمیران با گویش تجریشی آشنا شده و در آثارش به این گویش اشاره می‌کند؛ گویشی که شباهت بسیاری با گویش مازندرانی دارد. تا امروز در محدوده‌هایی از جمله سرآسیاب دولاب، شاه عبدالعظیم و… هنوز هم افرادی با لهجه شمرانی صحبت کنند؛ لهجه‌ای که ملایم شده گویش مازنی است.گیتی دیهیم در کتاب بررسی خرده‌گویش‌های منطقهٔ قصران به انضمام واژه‌نامهٔ قصرانی آورده است: البته زبان رایج در لالان مانند اوشان، فشم، میگون و لواسان، کاملاً تاتی نیست و زبان مازندرانی بسیار در آن نفوذ یافته است. گویش مردم لالان به گویش روستاهای امامه، زایگان، آبنیک، گرمابدر، میگون و شمشک در قصران بسیار نزدیک است. نفوذ مازندرانی در زبان تاتی قصران به این دلیل است که قصران در گذشته تحت حاکمیت طبرستان قرار داشته اما در تقسیمات کشوری معاصر جزو استان تهران محسوب می‌شود.حسین کریمان در جلد دوم کتاب قصران کوهسران آورده است :منطقه قصران باستانی شامل مناطق اوشان، فشم، شمشک، گاجره و روستاهای کوهپایه‌ای توچلال تا مناطق غربی رودخانه جاجرود. زبان عمومی مردم قصران لهجه‌ای از زبان باستانی پهلوی است که زبان طبری یا مازندرانی، که از ریشهٔ زبان‌های دیرین ایرانی است، و عربی و اندکی ترکی، بدان درآمیخته و از زبان دری نیز در قرون اسلامی تأثیر یافته است، و هر چه از ری به مازندران نزدیک تر شوند بر میزان لهجهٔ مازندرانی به همان نسبت افزوده می‌شود، چنان‌که در لهجهٔ میگون و شهرستانک و لالان و زایگان و روته و گرمابدر و شمشک و دربندسر لهجهٔ مازندرانی غلبه دارد.
گویش‌های شهرستان شمیرانات به سه دسته تقسیم می‌شود:
1. گویش قصرانی: گویش قصرانی[۹] یا طبری قصرانی گویشی از زبان مازندرانی می‌باشد. گویش قصرانی گویش اهالی شهرستان شمیرانات، شهرستان پردیس و شهرستان کرج می‌باشد. اکثر نواحی بخش رودبار قصران شهرستان شمیرانات همچون میگون، لالان، شمشک، زایگان، امامه، روته، جیرود، دربندسر، گرمابدر، دیزین، آبنیک، حاجی‌آباد به گویش قصرانی گویش صحبت می‌کنند.[۱۰] این گویش علاوه بر رودبار قصران در نواحی شرقی بخش لواسانات همچون ایرا و وسکاره و در نواحی شرقی و شمالی بخش آسارا شهرستان کرج همچون شهرستانک، لانیز، شلنک و همه جا گویش می‌شود.[۱۱]
2. گویش تجریشی: گویش تجریشی[۱۲][۱۳] گونه‌ای از گویش‌های فارسی-مازندرانی می‌باشد که در جنوب رودبار قصران همچون تجریش، آهار، اوشان و فشم گویش می‌شود.
3. گویش لواسانی: گویشی لواسانی[۱۴][۱۵] گونه‌ای از گویش‌های فارسی-مازندرانی می‌باشد که در بیشتر آبادی‌های بخش لواسانات گویش می‌شود.

## شهرها
- تجریش (شمیران): شهر تجریش شامل منطقه ۱ شهرداری تهران بوده و در دامنه‌های رشته کوه البرز و در ارتفاع ۱۵۰۰ تا ۲۰۰۰ متری از سطح دریا قرار دارد.[۱۶]ارتفاع در میدان تجریش (مرکز شهرستان) ۱٬۶۰۰ متر از سطح دریا است.[۲]
- لواسان: شهر لواسان در دامنه رشته کوه البرز و متوسط ارتفاع آن ۱٬۷۰۰ متر از سطح دریا است.[۱۷]
- اوشان، فشم، میگون: شهر رودبار قصران (اوشان، فشم، میگون) در ارتفاع ۱٬۸۵۰ تا ۲٬۲۰۰ متری از سطح دریا قرار دارد.
- شمشک دربندسر: شهر شمشک دربندسر در ارتفاع ۲۶۰۰ متری از سطح دریا قرار دارد.

## معنی واژه
این نام از دو بخش «شمی» یا «سمی» یا «شم» به معنی «بلند»، و «ران» به معنی «جای» تشکیل شده است که روی هم، «بلندجای» را گویند. (در مقابل «تهران» (ته + ران) به معنی «پایین جا». در متون قدیمی این منطقه را قلعه شمیران گفته‌اند. در مقابل احمد کسروی ریشه لغوی نام این منطقه را چنین دانسته است: « «ران» به معنی جایگاه و سرزمین است، و «سمی» یا «شمی» به معنای سرد است و لذا شمیران (شمیرام، شمیرم، شمیلان، سمیران و سمیرم) به معنای جای سرد یا سردسیر است». نکته‌ای که بر مطلب بالا می‌توان افزود این است که این اسم به حالت جمع و به صورت شمیرانات که امروزه به کار می‌رود، غلط است زیرا شمیران نام عمومی این منطقه است که دارای چندین شهر و روستاست و از میان آن‌ها سی روستا در کوهستان قرار دارند و آب و هوای هفده قریه کاملاَ سردسیری است. به گفته ع. پاشایی، نام شمیران نتیجهٔ فارسی‌سازی نام «شمرون» از گویش شمیرانی که با زبان مازندرانی اشتراکاتی دارد، است. هم چنین منطقه‌ای به نام شمیران با آب و هوای مشابه شمیران تهران در بیت‌المقدس وجود دارد.

## پیشینه
شمیرانات به همراه لواسانات و رودبار قصران در سال ۱۳۲۶ با تشکیل استان مرکزی تابع این استان شده و در سال ۱۳۳۵ بنا به تصمیم دولت وقت استان مرکزی به مرکزیت تهران منحل و ری و شمیران در تهران ادغام گردیده از نو هم‌زمان با تشکیل استان تهران بار دیگر شهرستان شمیران در سال ۱۳۶۶ با مصوبه هیئت وزیران به عنوان شهرستان مستقل رسمیت یافت.

## پهناوری

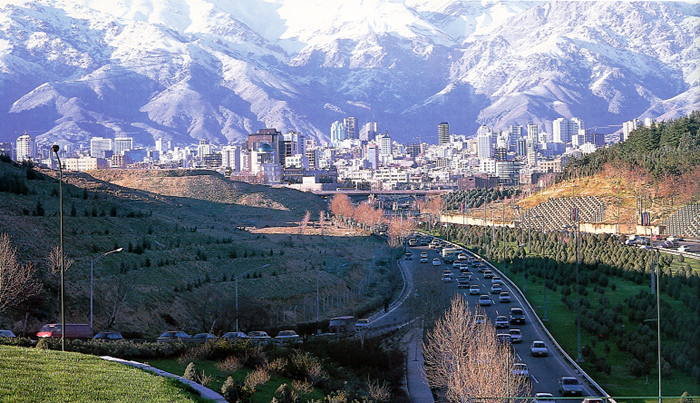
نمایی از برج‌های منطقه یک تهران از بزرگراه مدرس

مساحت شهرستان به تقریب حدود ۱۱۱۱ کیلومتر مربع و ۹/۵ درصد مساحت استان است؛ و در بین ۱۴ شهرستان استان تهران، مقام پنجم را دارد. از این مساحت، حدود ۶۰ کیلومتر مربع مربوط به «شهر شمیران» شامل منطقه یک و غرب منطقه چهار شهرداری تهران بزرگ، حدود ۶۰۰ کیلومترمربع مساحت بخش لواسان، و حدود ۵۰۰ کیلومتر مربع مساحت بخش رودبار قصران است. در آمارنامه استان تهران سال ۱۳۷۷ (سال انتشار: ۱۳۷۸) مساحت شهرستان شمیران ۱۱۱۱ کیلومتر مربع آمده است.

## آب و هوا
دمای سالانه شمیران در ایستگاه هواشناسی سعدآباد طبق آمار ۲۰ ساله (۱۳۵۳–۱۳۷۳) ۱۲/۹ درجه سانتیگراد است.
میزان بارندگی شمیران از سال ۱۹۸۸ تا ۲۰۰۷ به‌طور متوسط ۴۳۵/۸ میلیمتر بوده است.
بیشترین دمای ثبت شده از سال ۱۹۸۸ تا ۲۰۰۷ دمای +۳۹/۸ درجه سانتیگراد بوده است.
تعداد روزهای همراه با بارش برف شمیران نیز ۲۴ روز در سال ثبت شده است.

## شهرستان شمیرانات درتقسیمات کشوری ایران
شهرستان شمیران از دو بخش و سه دهستان و چهار شهر تجریش، لواسان، اوشان، فشم، میگون و شمشک تشکیل شده است.
- بخش رودبار قصران[۲۴]
  - دهستان رودبار قصران[۲۵]
  - شهرها: اوشان، فشم، میگون و شمشک (تأسیس در آبان ۱۳۹۱)[۲۶]
- بخش لواسانات[۲۷]
  - دهستان لواسان بزرگ[۲۸]
  - دهستان لواسان کوچک[۲۸]
  - شهرها: تجریش،[۲۹][۳۰]لواسان[۳۱]

## شمیران از دیدگاه تاریخی و غیررسمی
شمیران روستاهای کهن و زیبای فراوانی داشته است. بسیاری از این نام‌های روستاهای شمیرانات از ریشه لهجه شمیرانی زیر شاخه زبان تاتی که تا قبل از انقلاب سال ۵۷ زبان چیره در شمیران بوده است، گرفته شده‌اند.
نام برخی از شهرک‌ها، شهرها و روستاهای شمیران که بیشترشان امروزه از محله‌های تهران بزرگ به‌شمار می‌روند از این قرارند:
- رستم‌آباد
- آب‌نیک
- آجودانیه (چاله باغ)
- آهار
- اختیاریه
- اراج
- اُزگُل
- ازگیل دره
- افجه
- اقدسیه
- امامه
- انباج
- اوشان، فشم، میگون
- اوین
- باستی
- باغ شاطر
- برگ جهان
- بوجان
- پس قلعه (دربند علیا)
- پاسداران (سلطنت آباد)
- تجریش
- تیغستان
- جردن
- جعفرآباد
- جماران
- جمال‌آباد
- جمشیدآباد
- جوز درختک
- چالهرز
- چهارباغ
- چیذر
- حصاربوعلی
- خلازیل (خورآذین)
- دارآباد
- دربند
- دربندسر
- درکه
- دروس
- درویش نو (تخت معیر)
- دزاشیب دزآشوب
- دولت
- ده نارمک
- راحت آباد
- روته
- زایگان
- زردبند
- زرگنده
- زعفرانیه
- سامیان
- سبو بزرگ
- سبو کوچک
- سربند
- سرنو
- سعادت آباد
- ونک
- ده ونک
- شهرک غرب
- میرداماد (داودیه)
- ظفر[نیازمند منبع]
- سعدآباد
- سوآدر
- سوهانک
- سینک
- شادآباد
- شمشک
- شنگ‌زار (شِنکزار)
- شورکاب
- شیان
- صاحب‌قرانیه
- فرحزاد[نیازمند منبع]
- فرمانیه
- فشم
- قاسم‌آباد (محله)
- قلهک
- قنات کوثر
- قیطریه
- کیکاووس
- کاشانک
- کردیان
- کلاک
- گرمابدر
- گلابدره
- گلندوک
- لارک
- لتیان
- لزو
- لشکرک
- لواسان (روستا)
- لواسان (شهر)
- لویزان
- مجیدآباد (تهران)
- نخجوان
- محمودیه
- میگون
- ناران
- نودونک
- نوشانی
- نیاوران
- هنزک
- ولنجک
- استلک (اصطلک)
- تلو
- چاهک (امامیه)
- حسین‌آباد مبارک‌آباد
- حصارک
- گنج‌آباد (امانیه)
- لالون (لالان)

## جاذبه‌های گردشگری
برخی مراکز دیدنی این شهرستان عبارت‌اند از: قلعه مازیار در روستای امامه ، شهر هویزه روستای زیبای دربندسر، دریاچه سد لتیان، کوه مهرچال، پارک جنگلی لویزان، آبشار دوقلو، آبشار اسون، آبشار پسنگ، آبشار سوتک، آبشار منظریه، پیست توچال، پیست دربندسر، پیست شمشک، پیست دیزین از جاده بالا، دیواره یخی هملون میگون، امامزاده قاسم (شمیرانات)، بقعه سلطان، آرامگاه‌های خواجه احمد، موسی، سید میر سلیم و مکان‌های تاریخی و چون مسجد امام حسن عسکری، قلعه دختر ضحاک، قصر ضحاک، گورستان زرتشتیان، تپه کله قندی، قبر تاج‌الدین، سعادت آباد و تپه حصارک، پارک جنگلی تلو، پارک جنگلی لویزان، باغ پرندگان لویزان و آرامگاه ظهیر الدوله و غیره.